# Salamin Leó
Salamin Leó (Chippis, Wallis kanton, Svájc, 1832. június 17. – Budapest, 1902. augusztus 8.) svájci születésű magyar természettan-, mennyiségtan- és franciatanár, állami főreáliskolai igazgató.

## Élete, tevékenysége

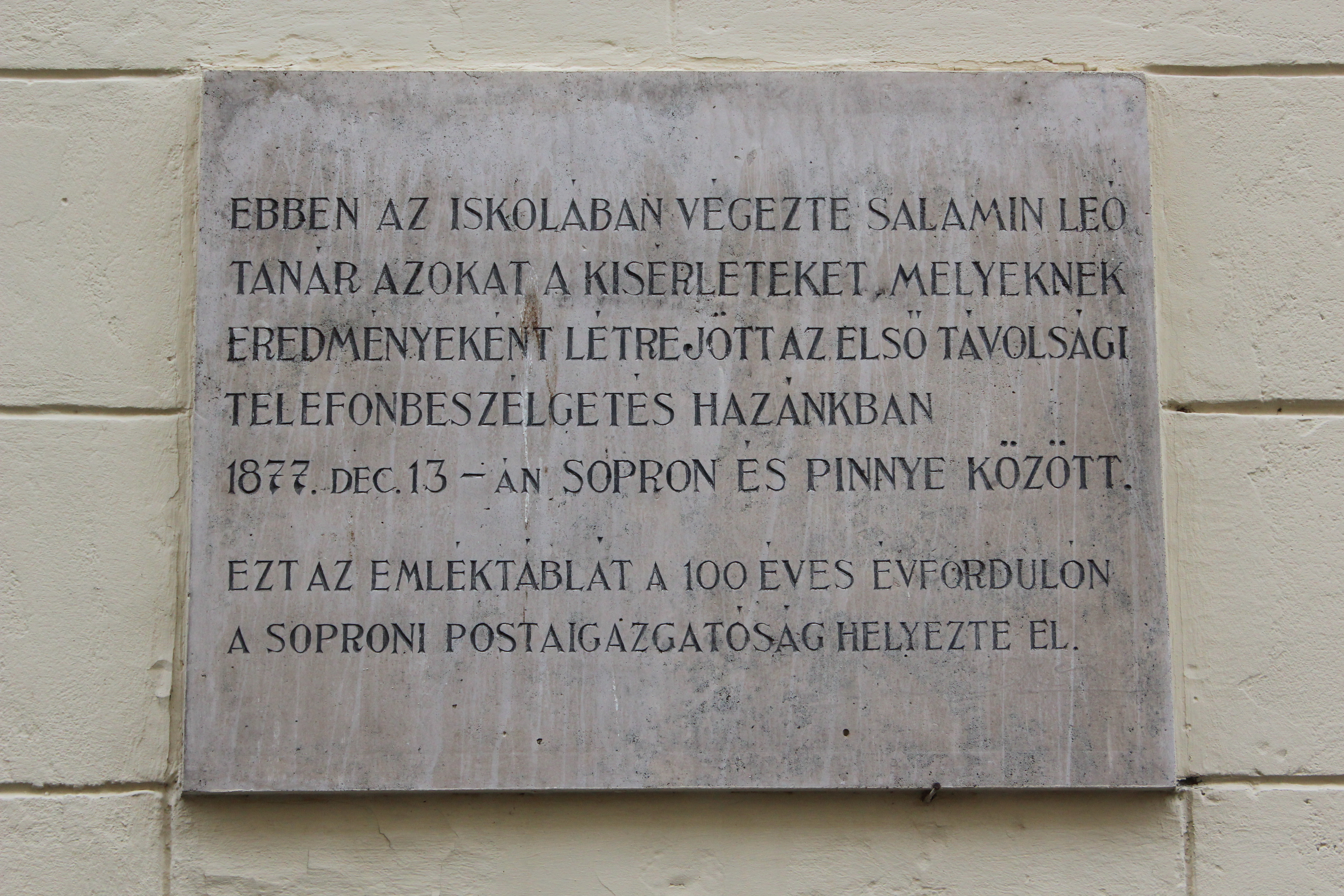
Salamin Leó emléktáblája a soproni Széchenyi István Gimnázium falán

1861-ben tett tanári vizsgát és Lőcsén lett gimnáziumi helyettes, 1863-ban rendes tanár. 1868-ban a soproni állami főreáliskola tanárának, 1872. szeptember 30-án igazgatónak neveztetett ki, hol a francia nyelvet, mennyiségtant és természettant tanította. (Ez az iskola a mai Széchenyi István Gimnázium.) Igazgatósága alatt járt az intézménybe Rátz László, akinek öt tanéven át a francia nyelvet is ő tanította.
Nevéhez fűződik az ország első távolsági telefonbeszélgetésének megvalósítása Sopron és Pinnye között 1877-ben. Ennek emlékét ma tábla őrzi az iskola falán.
Nyugdíjazása után 5 évvel hunyt el, 1902. augusztus 8-án délután 3 órakor, életének 70., házasságának 38. évében. Örök nyugalomra helyezték 1902. augusztus 10-én a Farkasréti temetőben a római katolikus egyház szertartása szerint.

## Munkái
- Ollendorf H. G. Uj rendszere, mely szerint mindenki egy nyelvet hat hónap alatt írni és beszélni megtanulhat. A franczia nyelvtanuláshoz alkalmazva, magán- és nyilvános tanításra átdolgozták Salamin testvérek. Pest, 1862. (3. kiadás. Bpest, 1879.)
- Kulcs... Uj rendszerhez... Salamin testvérektől. Pest, 1863. (3. kiadás. Bpest, 1885.)
- A fajsúly meghatározása. Lőcse, 1867. (Különny. a lőcsei állami főgymnasium Értesítőjéből.)
- A mennyiség- és természettani földrajz vezérfonala. Középtanodák használatára. Pest, 1870-71. Két rész. (Linkess Miksával együtt. Öt táblarajzzal és szövegbe nyomott ábrákkal.)
- Természettan algymnasiumok számára. Irta Pisko F. J. A 4. jav. és bőv. kiadás után magyarítá. 313 fametszettel. Bpest, 1873.
- Franczia olvasókönyv reáltanodák és gymnasiumok használatára. Bpest, 1875. Két rész.
- Franczia olvasmányok a reáliskolák II, III. és IV. oszt. számára, értelmező magyarázatokkal és szótárral ellátva. Sopron, 1877. (Leupin Jánossal együtt. 2. bőv. kiadás a reáliskolák II-V. oszt., úgy gymnasiumok és kereskedelmi iskolák számára. Sopron, 1882.)
- Elemi franczia nyelvtan reál-, kereskedelmi, valamint felső leányiskolák számára. Ploetz Károly után magyarosította. Bpest, 1889. (2. bőv. és jav. kiadás. Ism. Egyetemes Philologiai Közlöny 1888-1889.)
- Franczia nyelvtan gymnasiumok. kereskedelmi-, felsőbb leányiskolák számára és magánhasználatra. Ploetz Károly után átdolgozta. Bpest, 1893.